# Urogenitale plooi
De urogenitale plooien (plicae urogenitales) zijn gepaarde structuren tijdens de embryonale ontwikkeling bij zoogdieren, die de laatste ontwikkelingsfase van de externe genitaliën bij het staarteinde vertegenwoordigen vóór de seksuele differentiatie. De plooien ontstaan door proliferatie van het mesenchym.
Bij het menselijke mannelijke embryo versmelten de urogenitale plooien aan de ventrale rand van de penis, van achter naar voren. Deze fusie vormt het definitieve sponsachtige deel van de urinebuis, dat kort voor het einde van de penis blind eindigt. De lijn waarlangs ze versmelten op de penis en het scrotum heet de raphe mediana.
Bij het menselijke vrouwelijk embryo versmelten de urogenitale plooien niet en vormen ze bij de primaten inclusief mensen de binnenste schaamlippen of de labia vulvae bij de vrouwelijke niet-primaten.

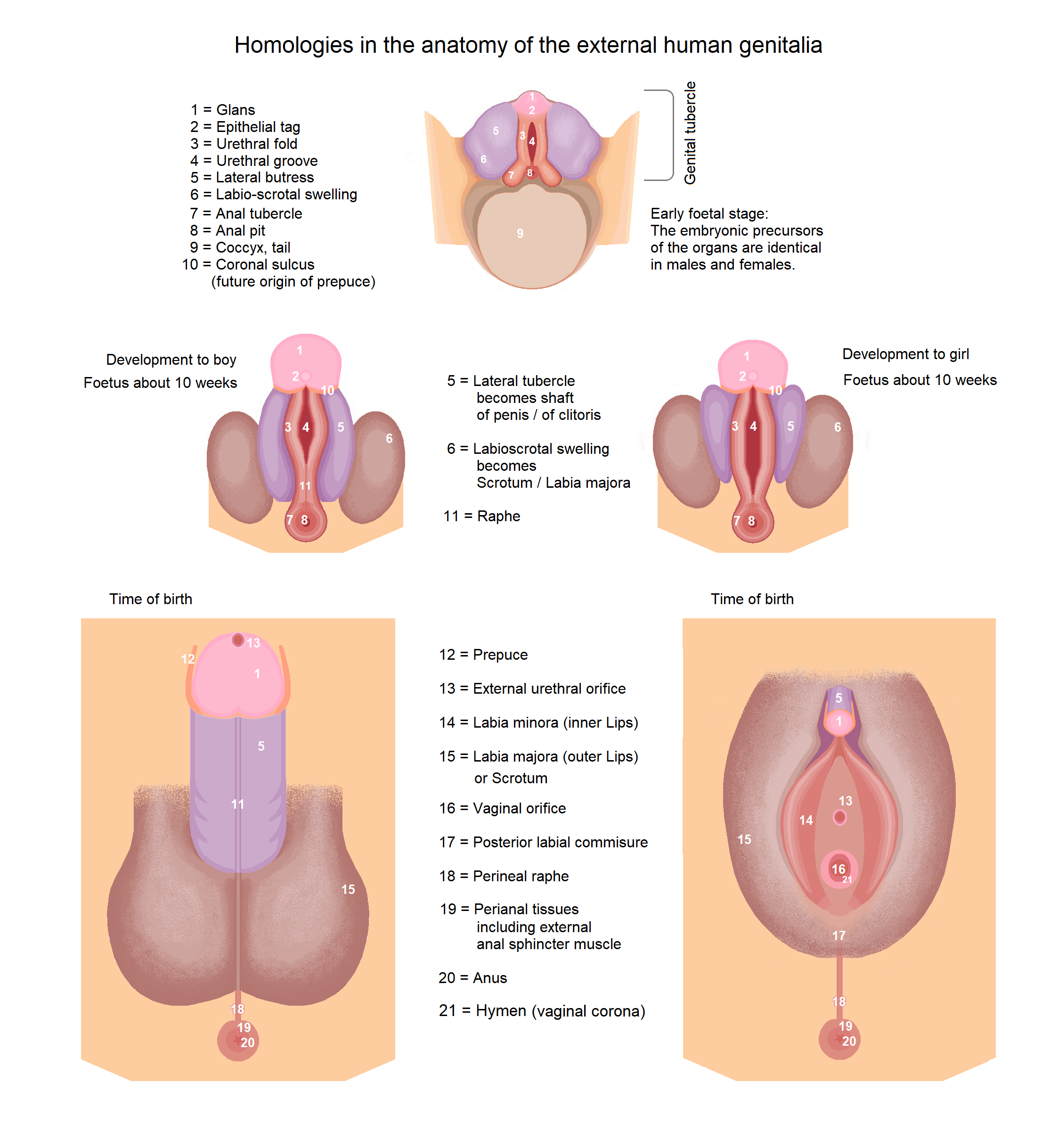
Embryonale ontwikkeling van de uitwendige menselijke geslachtsorganen met de urogenitale plooien (3).